# ولاية بركاء
ولاية بركاء؛ في محافظة جنوب الباطنة في منطقة الباطنة في الجزء الشمالي من سلطنة عمان تبعد عن مسقط العاصمة حوالي 85كم. تقع على الشريط الساحلي لبحر عمان.وتحتضن بها محمية جزر الديمانيات الطبيعية

## المعالم التاريخية
توجد في ولاية بركاء عدة مبان أثرية وسياحية منها حصن بركاء الذي يطل على ساحل البحر، وحصن الفليج، وبيت النعمان.

## أشهر المأكولات
تشتهر الولاية بصناعة الحلوى العمانية.والجدير بالذكر أن الولاية تعد من الولايات الزراعية المهمة حيث تكثر فيها زراعة المانجا والعلف والليمون والنخيل وغيرها.
ومن أهم المنتجات الزراعية في بركاء الليمون والطماطم والخضراوات والفواكه والتمور، كما تربى في الولاية الإبل والماعز والأبقار والخراف.

## أنظر أيضا
- ولاية صور
- ولاية نزوى
- الرستاق (الرستاق)